# Thomm
Thomm est une commune située près de la ville de Trèves en Rhénanie-Palatinat, Allemagne.
Le menhir de Thomm se dresse à quelques centaines de mètres au nord-ouest de Thomm.

## Géographie

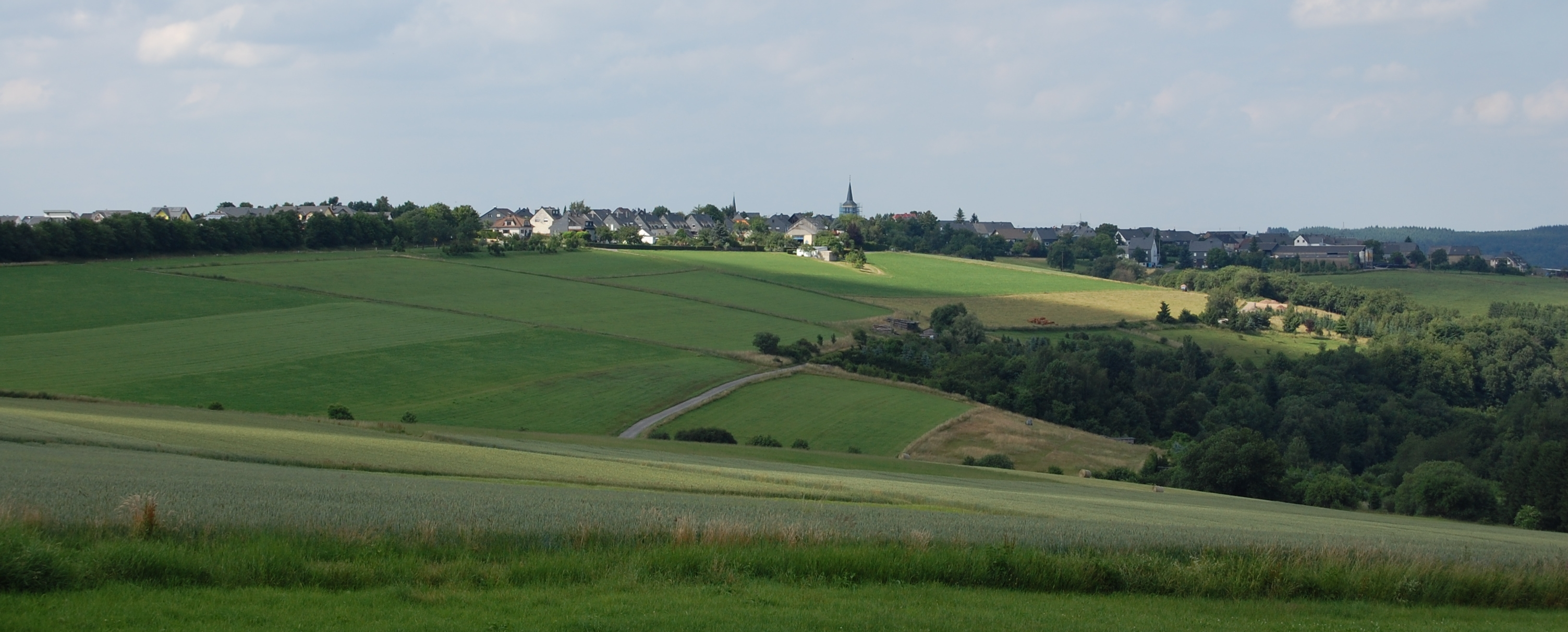
Vue de Thomm